# Rużmonty
Rużmonty – dawny folwark i kolonia. Tereny, na których leżały, znajdują się obecnie na Białorusi, w obwodzie witebskim, w rejonie miorskim, w sielsowiecie Turkowo.

## Historia
W czasach zaborów folwark w powiecie dzisieńskim, w guberni wileńskiej Imperium Rosyjskiego. Pod koniec XIX wieku należały do Krupków.
W latach 1921–1945 folwark i kolonia leżały w Polsce, w województwie wileńskim, w powiecie dziśnieńskim, w gminie Mikołajów.
Według Powszechnego Spisu Ludności z 1921 roku zamieszkiwało tu 35 osób, 22 były wyznania rzymskokatolickiego a 13 prawosławnego. Jednocześnie wszyscy mieszkańcy zadeklarowali polską przynależność narodową. Były tu 4 budynki mieszkalne. W 1931 folwark w 3 domach zamieszkiwało 19 osób. Kolonia Rużmonty została spisana łącznie z kolonią Chorakowo. Zamieszkiwało obie kolonie w 13 domach 74 osoby.
Wierni należeli do parafii prawosławnej w Hryhorowiczach i rzymskokatolickiej w Dziśnie. Miejscowość podlegała pod Sąd Grodzki w Dziśnie i Okręgowy w Wilnie; właściwy urząd pocztowy mieścił się w Mikołajowie.